# Eimeria debliecki
Eimeria debliecki – gatunek pasożyta z rodzaju Eimeria. Wywołuje u młodych świń chorobę pasożytniczą – kokcydiozę. Pasożytuje w jelicie cienkim.